# Karačaevsk
Karačaevsk (in russo Карачаевск?) è una città della Russia della Repubblica autonoma della Karačaj-Circassia, capoluogo del Karačaevskij rajon.
Sorge alla confluenza del fiume Teberda nel fiume Kuban'.
Si è chiamata Georgijevskoje, quindi dal 1926 al 1944 Mikojan-Šachar (Микоян-Шахар) in onore di Anastas Ivanovič Mikojan e dal 1944 al 1957 Kluchorij (Клухори).